# William H. Pryor Jr.
William Holcombe Pryor Jr. (nasceu em 26 de abril de 1962) é um juiz dos Circuitos de cortes dos Estados Unidos das Cortes de apelações dos Estados Unidos do décimo primeiro círculo e um Comissário da Comissão de Sentenças dos Estados Unidos. Antes, foi o Procurador-Geral do Estado do Alabama de 1997 a 2004.